# El terror (pel·lícula)
El terror (títol original en anglès: The Terror) és una pel·lícula fantàstica estatunidenca, dirigida per Roger Corman el 1963. Ha estat doblada al català, i fou la segona pel·lícula de la història en tindre versió valenciana per a televisió. La pel·lícula es troba en Domini Públic als Estats Units.

## Argument
André Duvalier, un tinent francès dels exèrcits napoleònics, es troba en condicions estranyes a les terres del baró von Leppe. Aquest últim, visitat pel fantasma de la seva esposa Ilsa, confessa el seu homicidi al tinent, també amb al·lucinacions en les quals apareix la difunta.
Embruixat ell també per la jove, el tinent no vol marxar del lloc abans de saber-ne més.

## Repartiment
- Boris Karloff: el baró Victor-Frederick von Leppe
- Jack Nicholson: André Duvalier
- Sandra Knight: Ilsa/Hélène
- Dick Miller: Stefan
- Dorothy Neumann: Katrina, la bruixa
- Jonathan Haze: Gustaf

## Al voltant de la pel·lícula
Francis Ford Coppola col·labora per segona vegada amb Roger Corman com ajudant de direcció i productor associat. Es tracta de la tercera col·laboració del realitzador amb Jack Nicholson.